# Hibiscus liliastrum
Hibiscus liliastrum är en malvaväxtart som beskrevs av Bénédict Pierre Georges Hochreutiner. Hibiscus liliastrum ingår i Hibiskussläktet som ingår i familjen malvaväxter. Inga underarter finns listade i Catalogue of Life.